# Juri Alexandrowitsch Solotow

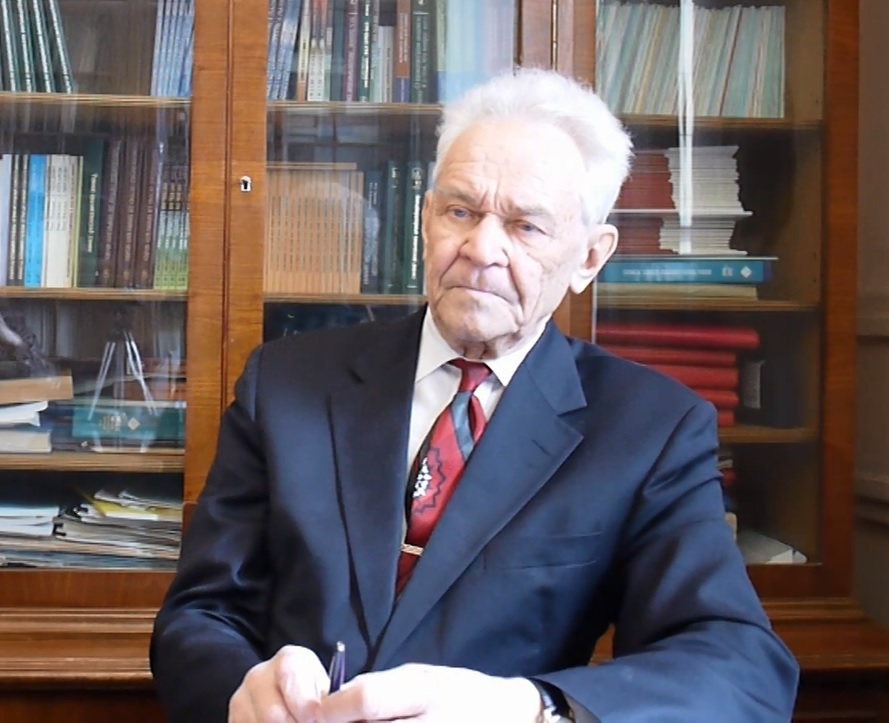
Solotow

Juri Alexandrowitsch Solotow, russisch Юрий Александрович Золотов, englische Transkription Yuri Aleksandrovich Zolotov, (* 4. Oktober 1932 in Wyssokowsk) ist ein russischer Chemiker (Analytische Chemie) und Hochschullehrer an der Lomonossow-Universität.

## Biografie
Solotow studierte Chemie an der Lomonossow-Universität mit dem Abschluss 1955, wurde dort 1959 promoviert und 1966 habilitiert (russischer Doktortitel). 1970 wurde er Professor an der Lomonossow-Universität, an der er seit 1980 das Labor für Konzentration bzw. Vorkonzentration leitete. Er wurde dort Leiter der Abteilung Analytische Chemie.
Er befasste sich mit der Extraktion von Spurenelementen und Metallen wie Platin und Transurane (Theorie, neue Reagenzien, Vorkonzentration und Trennung), mit Fließinjektionsanalyse und allgemeinen Fragen der analytischen Chemie.
1987 wurde er Mitglied der Sowjetischen Akademie der Wissenschaften (korrespondierendes Mitglied seit 1970). 1972 erhielt er den Staatspreis der UdSSR und 1991 den Staatspreis Russlands. 1989 erhielt er den Chugaev Preis und 1993 die Mendelejew-Goldmedaille. 2016 erhielt er den Demidow-Preis.
Er ist Mitglied der japanischen Gesellschaft für analytische Chemie (1991).
1991 bis 1995 war er erster Präsident der allrussischen chemischen Gesellschaft D. I. Mendelejew. Er war Herausgeber der Zeitschrift Industrielabor (russisch Заводская лаборатория).

## Schriften (Auswahl)
- mit A. K. Lavruchina: Die Transurane, VEB Deutscher Verlag der Grundstoffindustrie 1961
- mit Nikolai Kusmin:  Preconcentration of trace elements, Comprehensive Analyticial Chemistry, Band 25, Elsevier 1990
- Herausgeber: Macrocyclic compounds in analytical chemistry, Wiley 1997
- Analytische Chemie: Probleme und Erfolge (Russisch), Moskau, Nauka 1992
- Die methodologischen Aspekte der analytischen Chemie (Russisch), Zh. Analit. Khimii, Band 47, 1992, 5